# 中央アフリカ共和国内戦 (2012年-現在)
中央アフリカ共和国内戦 (2012年-現在)は、中央アフリカ共和国で2012年に始まった内戦。反政府武装勢力CPSK-CPJP-UFDRの連合体であるセレカ（Séléka）とキリスト教系武装組織アンチ・バラカ（Anti-balaka）と中央アフリカ共和国政府の間で抗争となっている。

## 概要
ブッシュ戦争と言われる2004年-2007年の内戦では、チャドのイドリス・デビ大統領の支援を受けたフランソワ・ボジゼ大統領政権が中央アフリカ共和国北東部で反乱軍を制圧し2007年には和平合意が実現した。その後、セレカと呼ばれる武装勢力などの様々な反政府連合勢力が
ボジゼ政権が和平合意を破棄し2012年末に多くの町を軍事掌握したとして紛争が起こった。2013年3月に首都バンギを制圧、セレカ主導者ミシェル・ジョトディアが自ら暫定大統領に就任し軍事政権を樹立。ジョトディア政権下でもセレカとアンチバラカなど他の武装集団との紛争は続き、9月にはジョトディア大統領がセレカ解散を宣言するものの求心力のない武装手段の活動は続き、2014年1月にジョトディア大統領が辞任。評議会内の選挙によりカトリーヌ・サンバ＝パンザが大統領に選出された。2014年7月に元セレカの集団とアンチバラカの代表がブラザヴィルにて停戦合意した。
2014年末までに、中央アフリカ共和国は事実上、ほとんどのイスラム教徒が脱出しアンチバラカが支配する南部と西部と、元セレカ集団の支配する北部と東部に分割統治されていた。ほとんどの緊張状態はイスラム教系のセレカ兵士とキリスト教系アンチバラカ間の宗教的主張よるものだった。元セレカ派閥間や民族文化的差異など、主にアンチバラカ派からなる農本主義者たちと、元セレカ兵士からなる遊牧民たちの間の歴史的敵視も対立要素であった。約500万人の人口を持つこの国で、110万人以上が国内外で難民となり、この国史上最大の記録的な規模となった。
2017年5月から武装集団の間で激しい戦闘が起きており、殺害や窃盗、略奪、誘拐などが多発している。

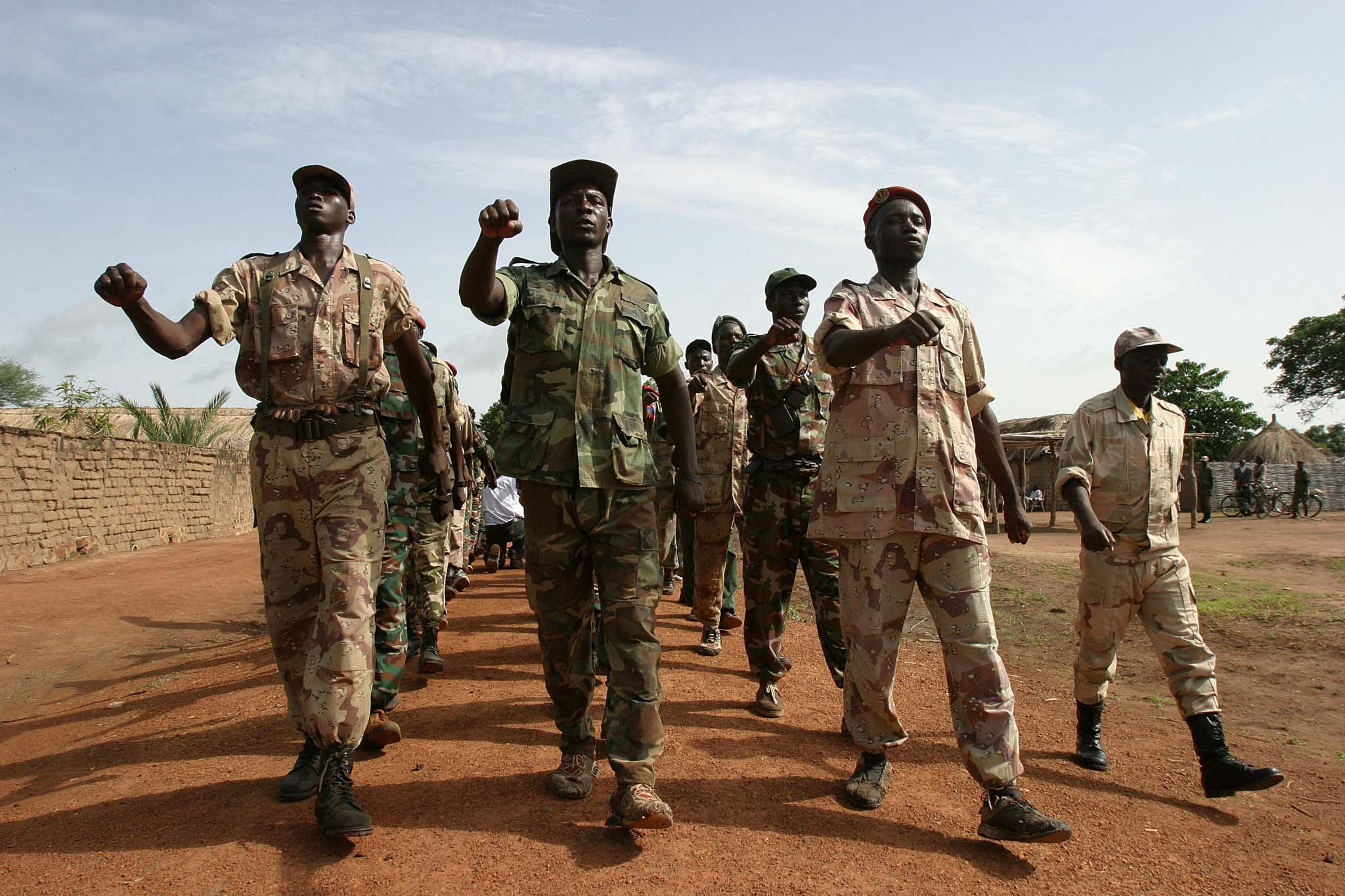
2007年6月、中央アフリカ共和国北部での武装軍

## 残虐行為

### 宗教洗浄
バンギと中央アフリカ共和国西部にて、アンチバラカによって専ら元セレカ兵だけに対し行われた武装解除は、無意識にイスラム教徒の強制移住を引き起こしたという論争がある。ルワンダ虐殺と比較されたり、ボスニアの虐殺などと同様に人々は近隣が宗教的にクリーンな地区に植民しがちという指摘がある。セレカが首都立てこもりの際も、バンギのPK5地区ではグラのようなセレカに近い民族集団が攻撃された。2014年にはアムネスティ・インターナショナルがアンチバラカがムスリム市民に対し何度かの虐殺をはたらいたと報告している他の情報源では、イスラム教徒は食人の対象となったとも言われる。
2014年4月10日にMISCA軍は1,000人以上のイスラム教徒をチャドに避難させるのに警察と共に護衛した際には「ボサンゴアに一人のイスラム教徒も残さなかった」と言われている。多くの緊張は主に反バラカ派からなる農本主義者と、主にセレカ戦士からなる遊牧民の間の歴史的な敵意にも根ざしている。2015年には、アメリカ合衆国の国連大使サマンサ・パワーは国内の436ヶ所のモスクのうち417ヶ所が破壊され、イスラム教徒の女性は公に外出することも恐れ、病院ではなく自宅で出産していると発言した。

### 民族的暴力
元セレカ派軍事集団FPRCとUPCの間の戦闘では、民族的暴力が行われている。FPRCは主にUPCを構成するフラニ族を標的にし、UPCは主にFPRCを構成するカラ族（グラ族）とアイキ族（ルンガ族）をFPRCシンパとして標的にしている。オート・コト州の州都ブリアで行われた2016年11月の戦闘では、FPRCはフラニ族に対し1軒ごとに探索、略奪、誘拐、殺戮における標的としたと報道された。2019年にも北東地域における、カラ族中心のMLCJとルンガ族中心のFPRC間での大規模な戦闘で、カラ族の大量殺戮があったと報道されている。

## 犠牲者

### 難民
2014年5月には、中央アフリカ共和国では約60万人が国内で難民となり、そのうち16万人が首都バンギにいるという報告がなされた。バンギのイスラム系人口は13.8万人から900人と99%減少している。また2014年5月までに10万人が隣国のカメルーン、コンゴ民主共和国、チャドに脱出した。2017年現在、約500万人の人口を持つこの国で、110万人以上が国内外で難民となり、この国史上最大の記録的な規模となった
。約50万人が国外へ、約60万人が国内で難民となっているとされる。カメルーンは13.5万人を受け入れ、うち90%がフラニ族（中央アフリカ共和国のフラニ族の民族構成は6%のみにもかかわらず）であった。2017年時点では、難民だけで51万人となった

## 国際社会の反応

### 団体・組織

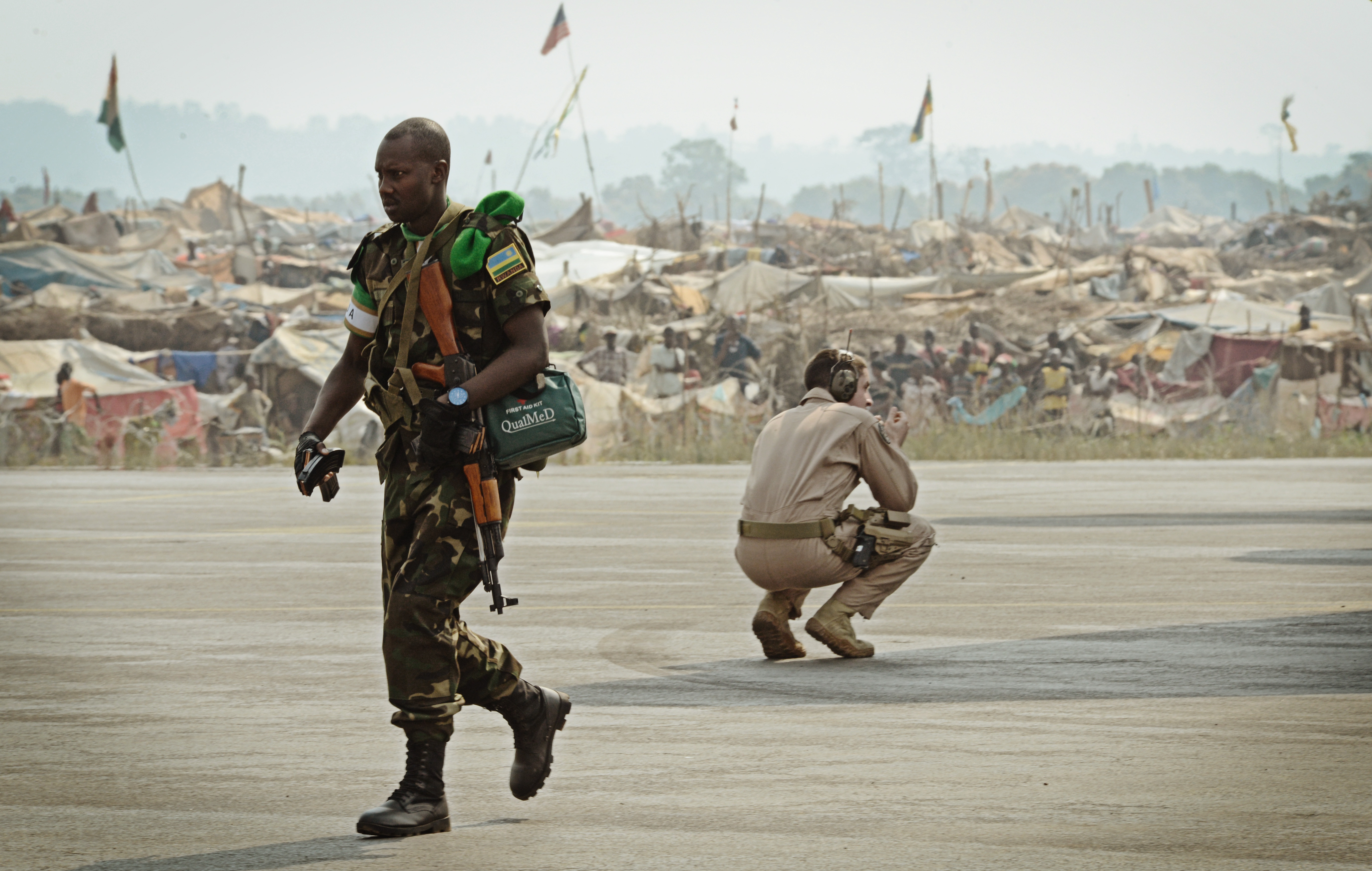
難民であふれる難民キャンプ前のルワンダ兵

- アフリカ連合 – ヤイ・ボニ総会議長（当時）はバンギの記者会見にて「宗教的で同志よ、敵対行為をやめてボジゼ大統領と中央アフリカ国民と和平合意をしてほしい。停戦するならアフリカの平和に貢献できる。アフリカの人々はこのような苦難にふさわしくない。アフリカ大陸には戦争ではなく平和が必要だ」と語った[51]。ボニ議長は現政権と反乱軍の対話を呼びかけた[51]。アフリカ連合は2013年3月25日をもって加盟国[52]から追放した。
- 欧州連合 ; 2012年12月21日に欧州連合外務・安全保障政策上級代表キャサリン・アシュトンに対し敵対行為を停止しリーブルヴィル和平合意を遵守するよう呼びかけた。欧州連合危機管理上級代表クリスティーナ・ジョージエヴァは中央アフリカ共和国の状況を大変憂慮し、全ての武装集団が国際的な人道的法律を遵守し人道的行為を尊重するよう強く求めると発言した[53]。アシュトン上級代表はさらに、平和的対話を通じてバンギ市民に対する強要行為を即刻中止し、すべての軍事行動を停止するため万難を廃するように求めた[54] 。
  - 2014年2月には欧州連合はバンギ地域の安全を確保するため暫時的な支援を提供するため「EUFOR RCA（European Union Military Operation in the Central African Republic）」という作戦を開始。フランスのフィリップ・ポンチエ少将が総司令官として任命された[55]。

- 国際連合 ; 2012年12月には国際連合は状況悪化に鑑み中央アフリカ共和国から全ての非必須職員を退去させると発表した。潘基文事務総長は、反政府武装勢力の行動を非難し、「潜在的に和平合意に重大な影響を与える」と警告した。中央アフリカ政府に対しては、国内の全ての国連職員の安全を保障するように呼びかけた[56][57]。2020年1月には安全保障理事会にて2020年7月31日まで中央アフリカ共和国に対する軍需製品の禁輸措置を延長することを承認した[58]。また、国内外で避難生活を送る中央アフリカの難民、国内避難民を支援をするため、UNHCRは2017年に2億900万米ドルを要請しているが、ほとんど集まっていない。

### 各国
近傍地域
- ガボン/ チャド/ カメルーン/ コンゴ共和国/ 赤道ギニア - 2013年に派兵しアフリカ連合中央アフリカ多国籍軍（Multinational Force for Central Africa, FOMUC）として中央アフリカ共和国で平和維持活動を実施[59][60]。

近傍地域以外
- ブラジル – 2012年12月、ブラジル外務省は「関係諸派は敵対的行為と民間人向けのすべての暴力を直ちに中止するよう要請する」との声明を発表し、「中央アフリカ共和国における法制度の再構築」を呼びかけた。ブラジル政府は中央アフリカ国内在住の少数の同国籍住民との連携をとっていると明らかにしていた[61]
- エストニア – 2014年5月に欧州連合EUFOR RCA軍に参加のため55名派兵[62]。
- ジョージア – 欧州連合の軍事活動に兵士140名を派兵[15]。
- フランス – 2012年12月、フランソワ・ボジゼ中央アフリカ共和国大統領は抵抗勢力への対処について、特にフランスとアメリカ合衆国に向け、国際援助を依頼。フランスのオランド大統領は依頼を拒否、バンギ・ムポコ国際空港に駐在中の兵士250名は内政干渉を行なわないと発言した。それとは別に外務大臣は「軍事集団によって継続している敵対行為」を非難、対話を通じての解決を求めた[63]。
- ロシア  - 2018年ごろより民間軍事会社ワグネル・グループの人員を派遣して軍事支援やインフラ整備を行い、フランス軍の撤退後も支援を続けた。しかしこの活動には関連企業のディアムヴィル社を隠れ蓑としたダイヤモンド鉱山採掘など資源の横領や、国連軍の介入拒否、戦争犯罪への関与など複数の問題が確認されている[64][65][66][67]。また、それらを調査したロシアのジャーナリストを死亡させた疑い[68]もある。
- 南アフリカ – 南アフリカは中央アフリカ共和国に対し2007年より軍事的に支援している。特殊部隊旅団がボジゼ大統領を護衛していた[69]。2012年12月には国防大臣がバンギに出向き状況を把握[70]。2013年1月には南アフリカ国防軍（SANDF）がズマ大統領が承認した数の半数の兵士200名を追加派兵した[71]。ボジゼ大統領が3月にズマ大統領との会見のためプレトリアに出張し[72]、72時間の最後通牒について討議したとのこと[73]。南アフリカ軍はセレカ侵攻に対する護衛の際に損害を被った[74]が、2013年には南アフリカ軍は、中央アフリカ共和国のセレカからの奪還を確認したとしてウガンダのエンテベ空軍基地に撤退を開始した[75]。
- アメリカ – 2012年12月、アメリカ合衆国国務省の海外安全保障評議会は、エムベスの武装集団について在住の米国民に対して緊急の警告を発表し、バンギ域外への移動を自粛するよう要請した。アメリカ大使館員については首都から出ることを禁じた[76]。12月24日には国務省は追加の警告を発信。最小限のスタッフ以外は全員国外へ避難し、大使館は限定機能のみの運営に移行した[77]。12月28日には、反政府派の攻撃により在バンギの大使館を閉鎖[78]し、ウォーラー大使と館員は国外へ退去した[79]。
- セルビア – 国連安全保障理事会決議2149に従い、セルビア政府はセルビア軍の派兵を決定。2014年9月、軍事巡視員2名とスタッフ2名を派遣、その後12月に68名をさらに作戦に参加させた。2016年12月、セルビアは緊急医療支援チームをEUTM RCA（EU訓練軍）の一部として参加させた[80][81]。